# Malacopsyllidae
Malacopsyllidae är en familj av loppor. Malacopsyllidae ingår i överfamiljen Malacopsylloidea, ordningen loppor, klassen egentliga insekter, fylumet leddjur och riket djur. Enligt Catalogue of Life omfattar familjen Malacopsyllidae 2 arter. 
Kladogram enligt Catalogue of Life:
| Malacopsyllidae | \| \| Malacopsylla \| \| \| \| \| \| Phthiropsylla \| \| \| \| |
|                 | \| \| Malacopsylla \| \| \| \| \| \| Phthiropsylla \| \| \| \| |
|                 | Rhopalopsyllidae                                               |
|                 |                                                                |
|                 | Malacopsylla                                                   |
|                 |                                                                |
|                 | Phthiropsylla                                                  |
|                 |                                                                |

|  | Malacopsylla  |
|  |               |
|  | Phthiropsylla |
|  |               |